# Plutón B.R.B. Nero
Plutón BRB Nero va ser una sèrie de televisió humorística de ciència-ficció, dirigida per Álex de la Iglesia, que narra les aventuras de la nau Plutón BRB Nero a la recerca d'un planeta habitable per als 5.000 colons hibernats que porta en els seus cellers i poder així salvar a la humanitat.
El nom de la nau correspon al planeta nan Plutó, a la empresa Biotechnological Research Badajoz (BRB) i a Nero, que és el seu constructor. En llegir ràpid el nom de la nau sona com Plutón Verbenero, sent un joc de paraules amb l'expressió vulgar putón verbenero.
La sintonia de la sèrie era a càrrec de la Tokyo Ska Paradise Orchestra amb la cançó Filmmakers Bleed.

## Sinopsi
Segons narra la presentació de la sèrie:
| « | Estem a l'any 2530. La situació en el planeta Terra és desesperada... Fa anys que no queda res de la capa d'ozó. La construcció incontrolada d'adossats al pol Nord provoca la pujada de les aigües fent desaparèixer ciutats com Nova York, Londres o Benidorm. La raça humana sobreviu en zones pantanoses superpoblades, empestades per les epidèmias, inundacions i immobiliàries. L'any 2500, el President dels Estats Units del Món, Maculay Culkin III, comença el seu mandat amb dues decisions polèmiques: un, canviar de sexe una altra vegada i dues, enviar una nau a l'espai. El seu objectiu: trobar un planeta habitable, i fugir d'aquest immens error anomenat Terra. | » |

Aquesta sèrie narra les aventures d'un grup de marins espanyols durant la cerca d'un planeta habitable per a poder salvar a la humanitat ja que en la Terra no hi ha lloc per a més població ni per a construir més habitatges.
Aquesta cerca la realitzen a bord de la nau "Plutón BRB Nero", construïda a la drassana de Badajoz per l'armador Nero.
La missió ha estat ordenada per Maculay Culkin III, president dels Estats Units del Món.

## Producció
Aquesta aposta de TVE està produïda Pedro Costa i Pánico Films. Álex de la Iglesia va tornar a dirigir una història de ciència-ficció després del seu primer treball al cinema Acción mutante. Va ser rodada en format cinema, en comptes del de 35mm utilitzat en la majoria de les sèries de televisió, davant això Álex de la Iglesia s'ha mostrat molt satisfet amb el resultat obtingut fins al moment: Estem treballant en format cinema i això ho dificulta tot, però el resultat és bo. L'esforç és gran però ens estem divertint. El rodatge ha durat 4 dies per episodi, per la qual cosa va durar uns 104 dies, per al total de la sèrie. A més, no es van utilitzar cambres fixes, com en la majoria de les sèries de televisió, sinó només dues que segueixen els moviments dels actors. Els estudis acullen sis decorats, des del més gran (l'interior de la nau) fins al més petit (l'habitació del capità). La informació sobre el diari de rodatge tots els dies era penjat pel director pel bloc de la sèrie, alguna cosa que ja havia realitzat a The Oxford Murders.

## Personatges
Els personatges principals són:
Personatges que viatgen a la nau
- Capitán Manuel Valladares (Antonio Gil Martínez), capità de la nau Plutón BRB Nero.
- Andrés Querejeta (Carlos Areces), el lloctinent del Capitán Valladares.
- Hoffman (Enrique Martínez), oficial de primera,[3] mecànic de la nau.
- Lorna (Carolina Bang), androide científic de la nau.
- Wollensky (Manuel Tallafé), androide de baixa tecnologia.
- Roswell (Enrique Villén), l'extraterrestre.

Personatges que no viatgen però es comuniquen per videoconferència
- Mckulay Kulkin III (Mariano Venancio), President dels Estats Units del Món.
- Merche (Gracia Olayo), esposa del Capitán Valladares.

### Protagonistes
| Actor                | Personatge                | Temporada | Fitxa del personatge |
| -------------------- | ------------------------- | --------- | -------------------- |
| Antonio Gil Martínez | Capitán Manuel Valladares | 1         | Fitxa                |
| Carlos Areces        | Andrés Querejeta          | 1         | Fitxa                |
| Carolina Bang        | Lorna                     | 1         | Fitxa                |
| Manuel Tallafé       | Wollensky                 | 1         | Fitxa                |
| Enrique Villén       | Roswell                   | 1         | Fitxa                |
| Enrique Martínez     | Hoffman                   | 1         | Fitxa                |
| Mariano Venancio     | Mckulay Kulkin III        | 1         | Fitxa                |
| Gracia Olayo         | Merche                    | 1         | Fitxa                |

### Éssers Extraterrestres
- Roswell és el famós alienígena que suposadament va aterrar s Nou Mèxic al juliol de 1947 (Vegeu Incident OVNI de Roswell) i que va ser sotmès a tota mena de proves per científics humans. Hibernat per la seva perillositat, és descongelat quan se'l necessita o s'escapa. Mataria a tots els tripulants de la nau si li ho permetessin, per això sempre està encadenat a una màquina que controla contínuament les seves constants vitals. Apareix en gairebé tots els episodis.
- Drungon és un extraterrestre amable que no té ni ulls, ni nas ni orelles. Es comunica a través d'un traductor que porta a manera de penjoll. Drungon diu ser un representant de la Confederació Metroplanetària de Sistemes que vol ajudar els tripulants de la nau Plutón BRB Nero dirigint-los cap al planeta H.E.Z.. Drungon apareix sls capítols 7 i 8 de la primera temporada.
- Els Morlocks són una espècie de piratas espacials, amb Cabilán com a líder, que apareixen sl capítol 9 de la primera temporada.
- Èczema i Ènema són inspectors d'Hisenda de la Confederació Metroplanetària de Sistemes que arriben a la nau per a realitzar una auditoria a la tripulació. Apareixen en el capítol 10 de la primera temporada. Semblen mosques gegants.
- Els verds són una civilització medieval que habita en un planeta 100 vegades més gran que la terra. Es caracteritzen per ser molt lents.
- Raça desconeguda compost d'hidrogen, aigua i intel·lecte pur capaç de manipular els somnis.
- Els Sibarites són una raça extraterrestre del planeta Síbaris. Es caracteritzen per la seva personalitat refinada i exquisida i pel seu estricte protocol. Apareixen en el capítol 9 de la segona temporada.

## Caràcter paròdic
És freqüent que, al llarg de la sèrie, es trobin elements de paròdia referits a títols clàssics de la ciència-ficció. Així per exemple:
- Al coll dels uniformes es pot llegir NCC-1701. Aquesta combinació de lletres i números equivalen a Naval Construction Contract (Contracte de Construcció Naval, en la seva forma més acceptada) i són el registre de la Flota Estel·lar de la nau U.S. S. Enterprise en la sèrie original de Star Trek (1966-1969).
- L'interrogatori de Querejeta en l'episodi "Tortugas en la barriga" és una paròdia de la pel·lícula Blade Runner.
- En l'últim episodi de la primera temporada (El Juicio) el personatge interpretat per l'actor Fele Martínez que apareix com a jutge és Spock de Star Trek (abillat amb l'uniforme de la Flota Estel·lar de la sèrie original dels 60).
- L' androide científic d'última generació es diu Lorna, un personatge de còmic del dibuixant Alfonso Azpiri amb el qual comparteix figura i característiques.
- El Monòlit del capítol 25 és una al·lusió a la trama de 2001: Una odissea a l'espai.
- El guió de l'últim capítol de la segona temporada està basat en la pel·lícula Moon

## Capítols
La sèrie està dividida en dues temporades amb un total de 26 capítols d'uns 30 minuts de durada cadascun d'ells.

### Temporada 1
| N.º (sèrie) | N.º (temp.) | Data d'emissió         | Capítol                             | Espectadors | Share |
| ----------- | ----------- | ---------------------- | ----------------------------------- | ----------- | ----- |
| 1           | 1           | 24 de setembre de 2008 | El origen de Roswell                | 844.000     | 5,8%  |
| 2           | 2           | 1 d'octubre de 2008    | Tortugas en la barriga              | 480.000     | 3,0%  |
| 3           | 3           | 8 d'octubre de 2008    | Un asunto embarazoso                | 477.000     | 3,4%  |
| 4           | 4           | 15 d'octubre de 2008   | La cabina                           | 635.000     | 4,3%  |
| 5           | 5           | 22 d'octubre de 2008   | Mis memorias                        | 575.000     | 3,4%  |
| 6           | 6           | 29 d'octubre de 2008   | El fin del universo, Dios y la nada | 667.000     | 3,4%  |
| 7           | 7           | 5 de novembre de 2008  | La amenaza de Drungon (1a part)     | 524.000     | 2,7%  |
| 8           | 8           | 12 de novembre de 2008 | La amenaza de Drungon (2a part)     | 544.000     | 3,9%  |
| 9           | 9           | 19 de novembre de 2008 | La teniente Onil                    | 575.000     | 3,5%  |
| 10          | 10          | 26 de novembre de 2008 | Empatía                             | 507.000     | 3,3%  |
| 11          | 11          | 3 de desembre de 2008  | Misión en la inopia                 | 328.000     | 2,0%  |
| 12          | 12          | 10 de desembre de 2008 | ¡Que viene Merche!                  | 464.000     | 2,9%  |
| 13          | 13          | 17 de desembre de 2008 | El juicio                           | 489.000     | 3,1%  |

### Temporada 2
| N.º (serie) | N.º (temp.) | Data d'emissió         | Capítol                    | Espectadors | Share |
| ----------- | ----------- | ---------------------- | -------------------------- | ----------- | ----- |
| 14          | 1           | 23 de setembre de 2009 | Tiempos revueltos          | 356.000     | 2,0%  |
| 15          | 2           | 30 de setembre de 2009 | Muñecos diabólicos         | 416.000     | 2,3%  |
| 16          | 3           | 7 d'octubre de 2009    | Pasajero en el tiempo      | 408.000     | 2,2%  |
| 17          | 4           | 14 d'octubre de 2009   | Mi tío                     | 464.000     | 2,5%  |
| 18          | 5           | 21 d'octubre de 2009   | Viaje al fondo de la mente | 405.000     | 2,2%  |
| 19          | 6           | 28 d'octubre de 2009   | La última frontera         | 452.000     | 2,4%  |
| 20          | 7           | 4 de novembre de 2009  | Lotería solar              | 439.000     | 2,5%  |
| 21          | 8           | 11 de novembre de 2009 | Al rescate                 | 370.000     | 1,9%  |
| 22          | 9           | 18 de novembre de 2009 | Cena con los sibaritas     | 387.000     | 2,0%  |
| 23          | 10          | 9 de desembre de 2009  | Caídos y cruzados          | 335.000     | 1,7%  |
| 24          | 11          | 16 de desembre de 2009 | El bucle infernal          | 256.000     | 1,3%  |
| 25          | 12          | 23 de desembre de 2009 | Bajo el éxtasis del placer | 252.000     | 1,3%  |
| 26          | 13          | 30 de desembre de 2009 | La guerra de los clones    | 374.000     | 2,1%  |

| Temporada | Temporada | Episodis | Estrena                | Final                  | Audiència mitjana | Audiència mitjana | Audiència mitjana |
| Temporada | Temporada | Episodis | Estrena                | Final                  | Espectadores      | Quota             |                   |
| --------- | --------- | -------- | ---------------------- | ---------------------- | ----------------- | ----------------- | ----------------- |
|           | 1         | 13       | 24 de setembre de 2008 | 17 de desembre de 2008 | 547.000           | 3,4%              |                   |
|           | 2         | 13       | 23 de setembre de 2009 | 30 de desembre de 2009 | 378.000           | 2,0%              |                   |
| Total     | Total     | 26       | 24 de setembre de 2008 | 30 de desembre de 2009 | 462.000           | 2,7%              |                   |